# Torimai Dake
Torimai Dake är en bergstopp i Antarktis. Den ligger i Östantarktis. Norge gör anspråk på området. Toppen på Torimai Dake är 2 256 meter över havet.
Terrängen runt Torimai Dake är platt åt sydost, men åt nordväst är den kuperad. Trakten är obefolkad. Det finns inga samhällen i närheten. 